# Плопське джерело
Джерело в селі Плоп (рум. Izvorul din satul Plop; також відоме як «Джерела села Плоп») — пам'ятка природи гідрологічного типу в Дондушенському районі Республіки Молдова. Знаходиться в центральній частині села Плоп. Займає площу 2 га, або 2,22 га за деякими останніми оцінками. Об’єкт перебуває у віданні місцевої ради села Плоп.

## Опис
Джерело складається з кількох джерел води, розташованих дуже близько одне від одного.  Розташоване на полонині річки Кубольта, біля підніжжя крутого вапнякового схилу сарматського походження. Тут також працює насосна станція, звідки вода потрапляє на лінію розливу, розташовану бл. 30 м вище за течією.
Пункт водорозбору добре облаштований (ремонтований у 2010-х роках за рахунок місцевих та позабюджетних джерел), де споруджено невеликі споруди з косеуцького каменю , вкритого червоною плиткою.Поруч росте 7 верб із діаметром стовбура 1-1,2 м. Через Кубольту встановлено пішохідний міст.
Джерело має холодну воду, є мікромінеральним за ступенем мінералізації та геологічно низхідним із шару. За хімічним складом це джерело з гідрокарбонатно-сульфатно-натрієво-кальцієво-магнієвою водою (HCO3 – SO4; Na – Ca – Mg). Вода питна, без запаху, кольору, нейтральна (рН 7,3). Жорсткість води 8 мг/л, що перевищує максимально допустиме значення 7 мг/л.  Рівень забруднення нітратами становить 20 мг/л, що становить 40% максимально допустимої концентрації.

## Статус захисту
Джерело є гідрологічним об'єктом загальнодержавного значення, має дуже велику витрату 120 л/хв. Це основне джерело води для мешканців у Плопі. Антропогенний вплив невеликий: до найближчих житлових будинків – близько 20 м від джерела, а випасання тварин практикується рідко.
З 1998 року джерело має статус пам'ятки природи, згідно із Законом № 1538. У додатках закону засвідчено, що воно належало Агропідприємству «Патрія». Тим часом джерело перейшло на баланс ради села Плоп.
З метою покращення екологічної ситуації рекомендовано вжити заходів з озеленення прилеглої території, влаштувати водовідведення в бік річки та встановити інформаційний щит.

## Галерея зображень

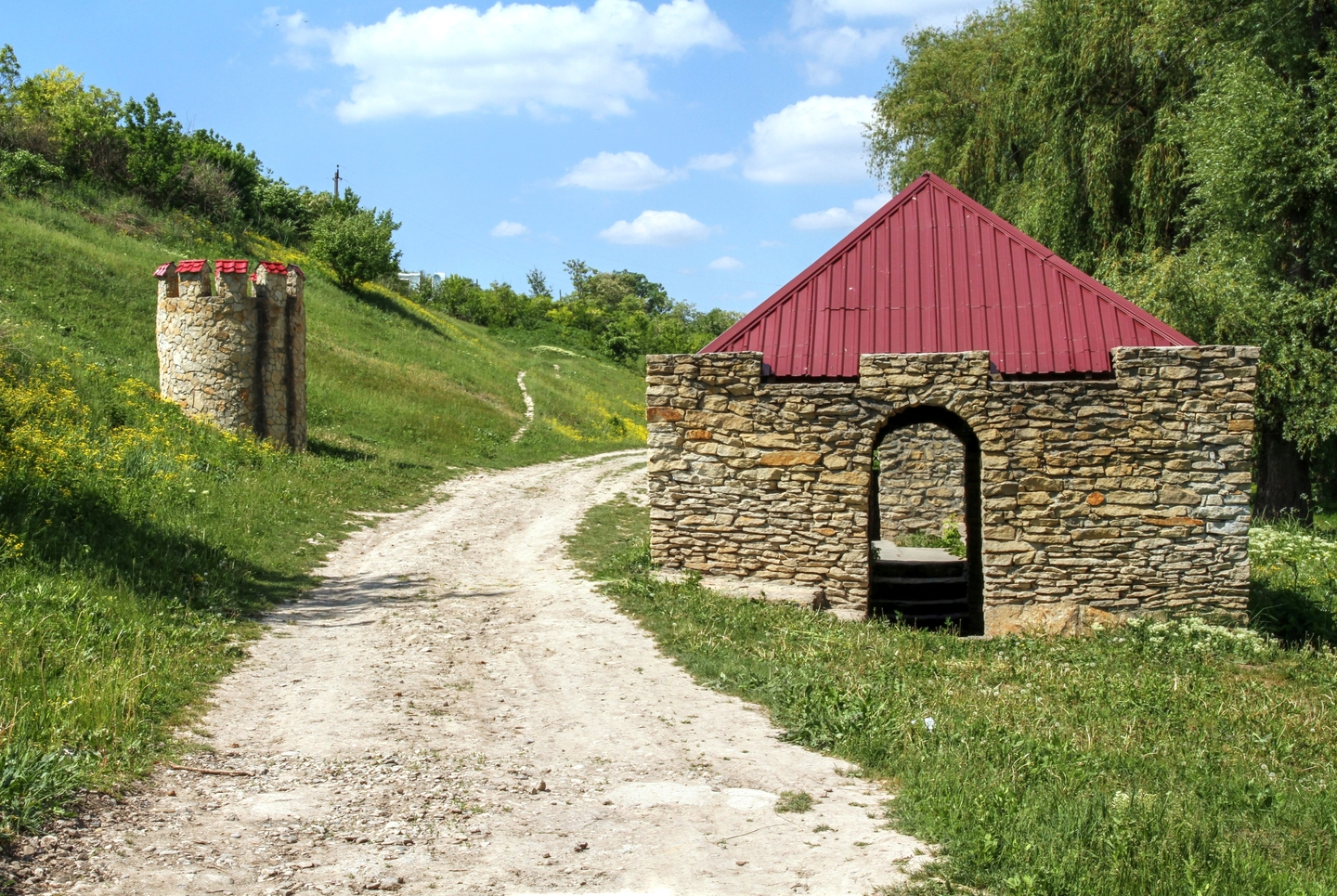
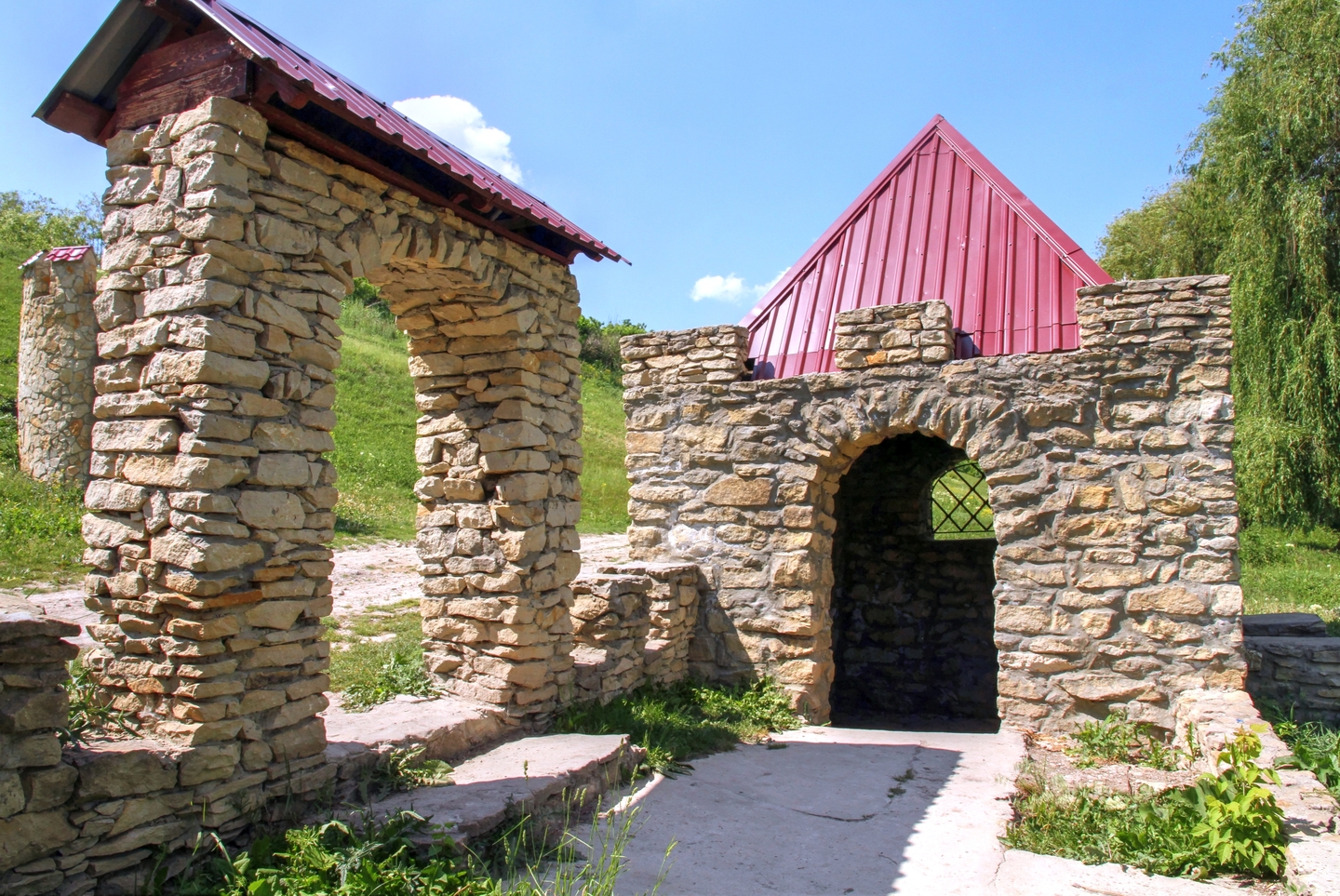
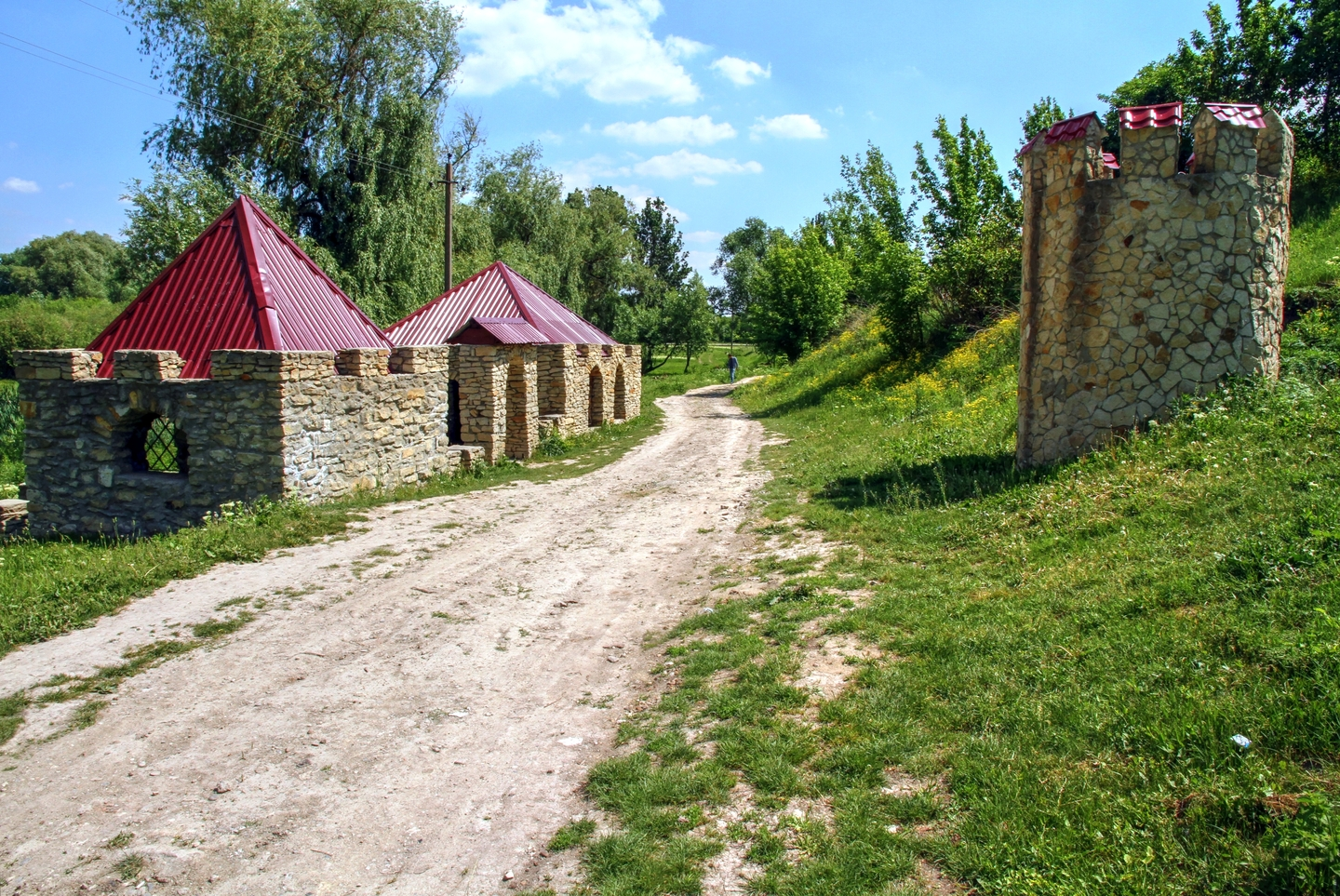
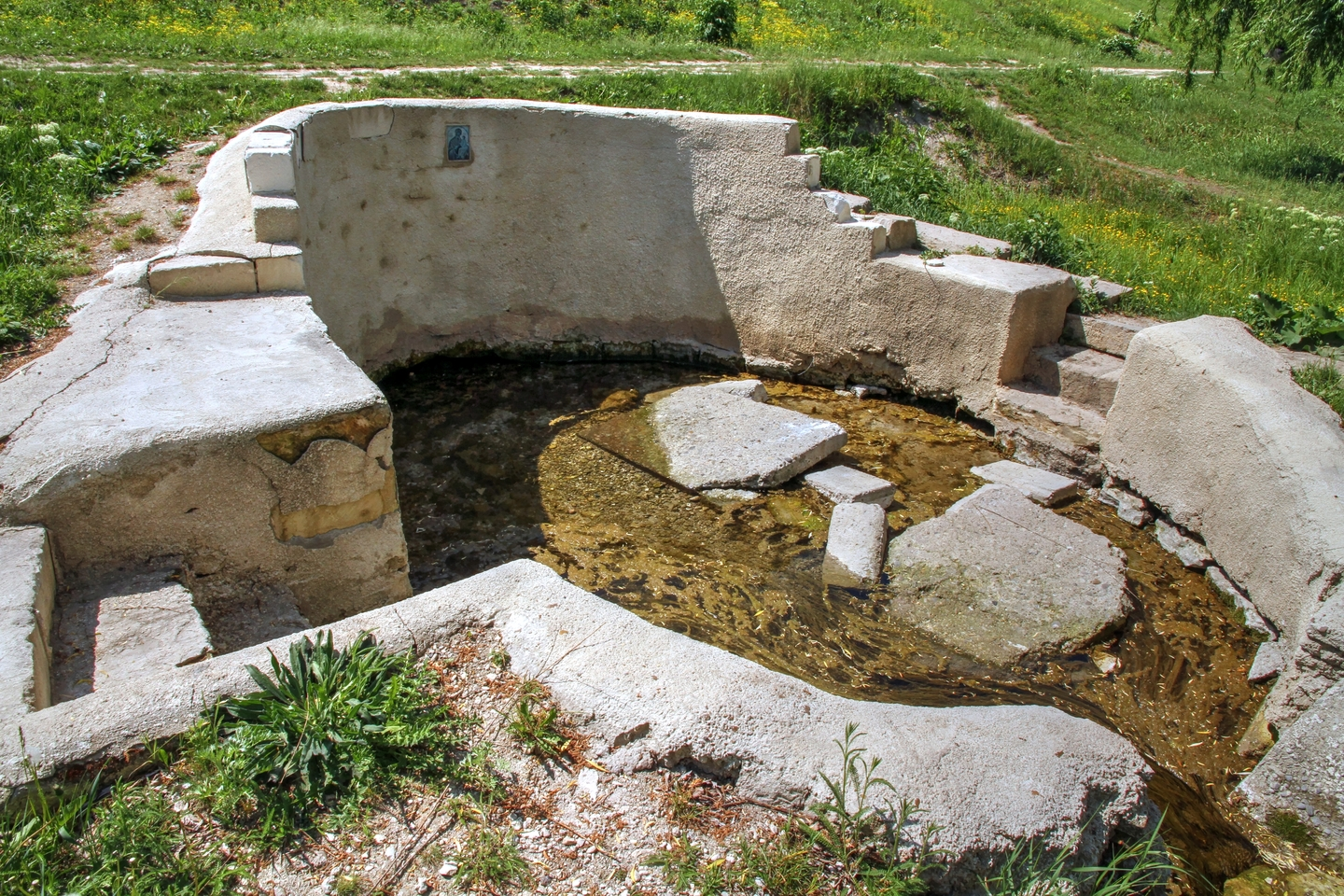
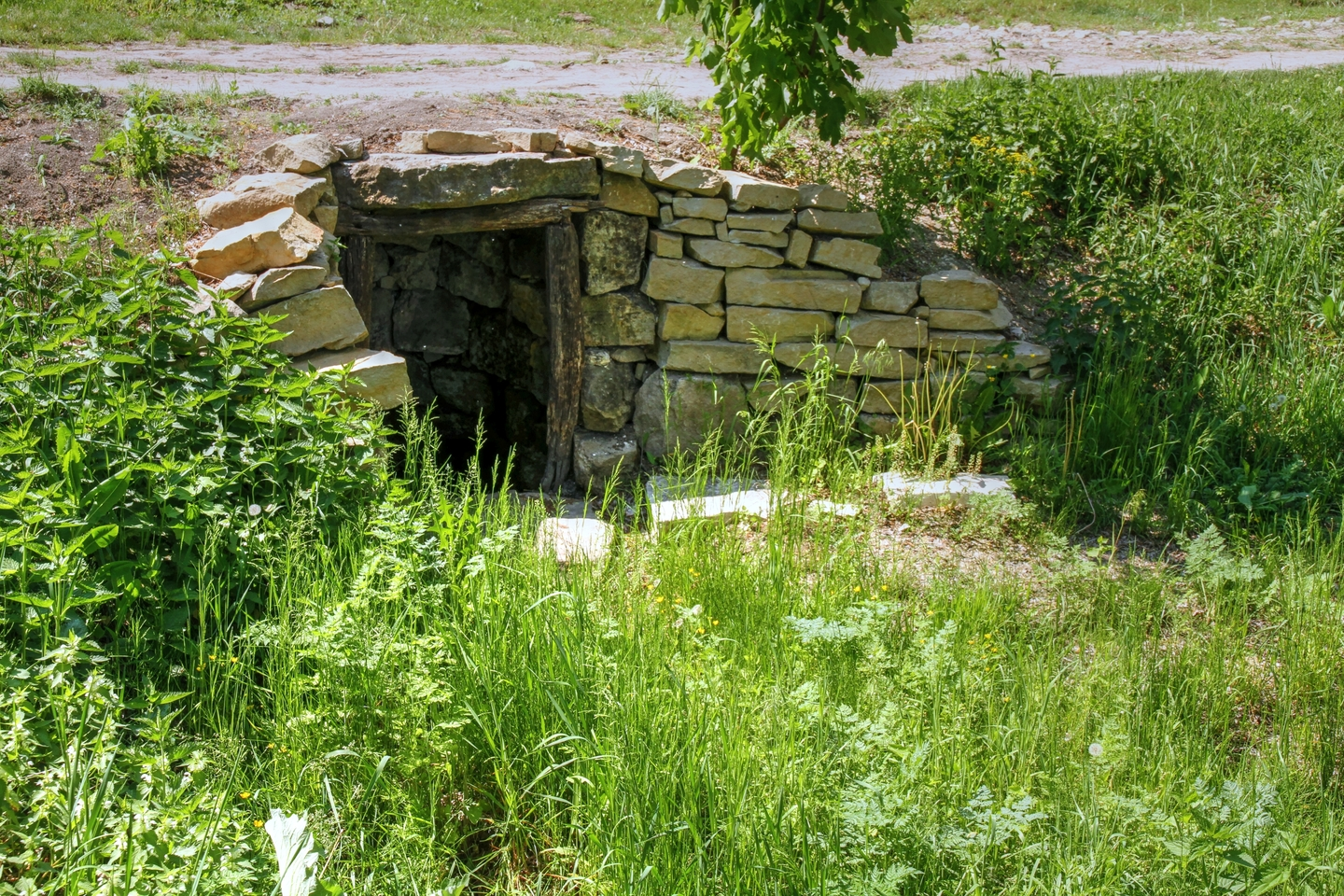
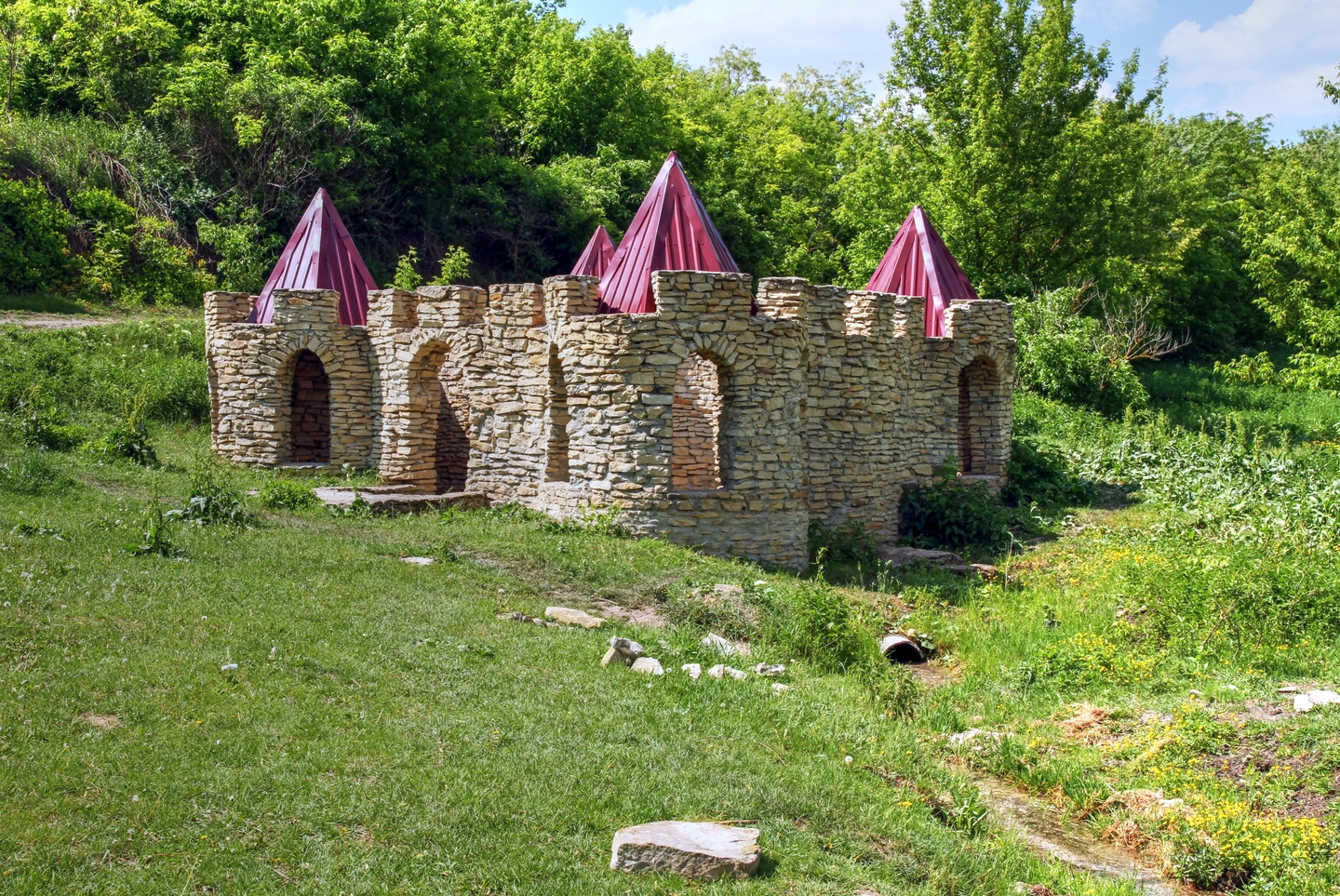